# Levi Penell

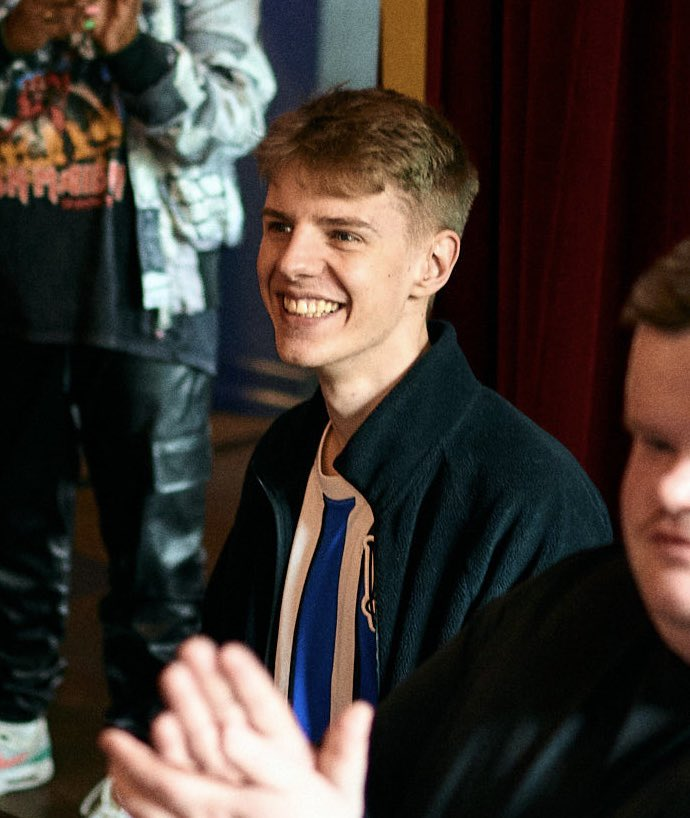
Levi Penell, 2024

Levi Penell (* 14. Juni 2000 in Berlin) ist ein deutscher Webvideoproduzent. Sein TikTok-Account levihallo hat über 630.000 Follower (Stand: Juli 2025).

## Leben
Penell ist ein Sohn des Architekten Markus Penell. Nach der 10. Klasse wechselte er auf das Internat Schulfarm Insel Scharfenberg, wo er sein Abitur ablegte. Er studierte zunächst Grundschullehramt, wechselte dann aber zu Sozialwissenschaften an der Humboldt-Universität zu Berlin, und schließlich zu Statistik im Master in Berlin. Er war zeitweise Mitglied von Bündnis 90/Die Grünen und gehörte dem Vorstand des Kreisverbandes Charlottenburg-Wilmersdorf an. Penell hat drei Geschwister.

## Präsenz in den Medien
Im Januar 2024 lud er auf seinem Kanal levihallo sein erstes Video auf der Plattform TikTok hoch. Größere Bekanntheit erlangte er durch ein Video über die Kaufpreise von Inseln sowie ein Video, in dem er als beispielhaftes Gerücht im Haushaltsbereich das Saugen von Zimmerdecken als Mittel gegen die von ihm erfundenen „Weißlichtmilben“ empfahl. Darüber hinaus veröffentlichte er mehrere kritische Videos gegen Multi-Level-Marketing, konkret gegen die Firma iGenius, mit der er derzeit einen Rechtsstreit führt. In dem Zusammenhang wurde Penell für eine Dokumentation des ZDF über das Unternehmen interviewt.
Im Mai 2024 führte er in Anlehnung an das Jugendwort des Jahres die Wahl zum „Boomerwort des Jahres“ durch. Aus den zehn nominierten Wörtern wurden in einer ersten Umfragerunde drei Wörter ausgewählt, die Penell in einem Video durch den Tagesschau-Sprecher Jens Riewa verkünden ließ. In der zweiten Abstimmrunde ging schließlich „Sportsfreund“ als Siegerwort hervor. Außerdem startete er im Oktober 2024 die Kampagne „Castrop-Rauxel, die schönste Stadt der Welt“, infolge welcher er von dessen Bürgermeister Rajko Kravanja zum Ehrenbotschafter Castrop-Rauxels ernannt wurde. Im Dezember 2024 veröffentlichte Penell das Kartenspiel Die halbe Wahrheit in Zusammenarbeit mit dem Hamburger Verlag We Create Books. Gemeinsam mit der Band Raum27 brachte er im Dezember 2024 die Single Silberfische heraus.

## Auszeichnungen
- 2024: 9:16 Awards, Kategorie „Bester Newcomer“[19]
- 2024: TikTok Awards, Kategorie „Creator of the Year“[20]
- 2024: VD Awards, Kategorie „Best Shortform“[21]